# Aphis galiae
Aphis galiae är en insektsart. Aphis galiae ingår i släktet Aphis och familjen långrörsbladlöss. Inga underarter finns listade i Catalogue of Life.